# Haworthia maraisii
Haworthia maraisii är en grästrädsväxtart som beskrevs av Karl von Poellnitz. Haworthia maraisii ingår i släktet Haworthia och familjen grästrädsväxter.

## Underarter
Arten delas in i följande underarter:
- H. m. maraisii
- H. m. meiringii
- H. m. notabilis

## Bildgalleri

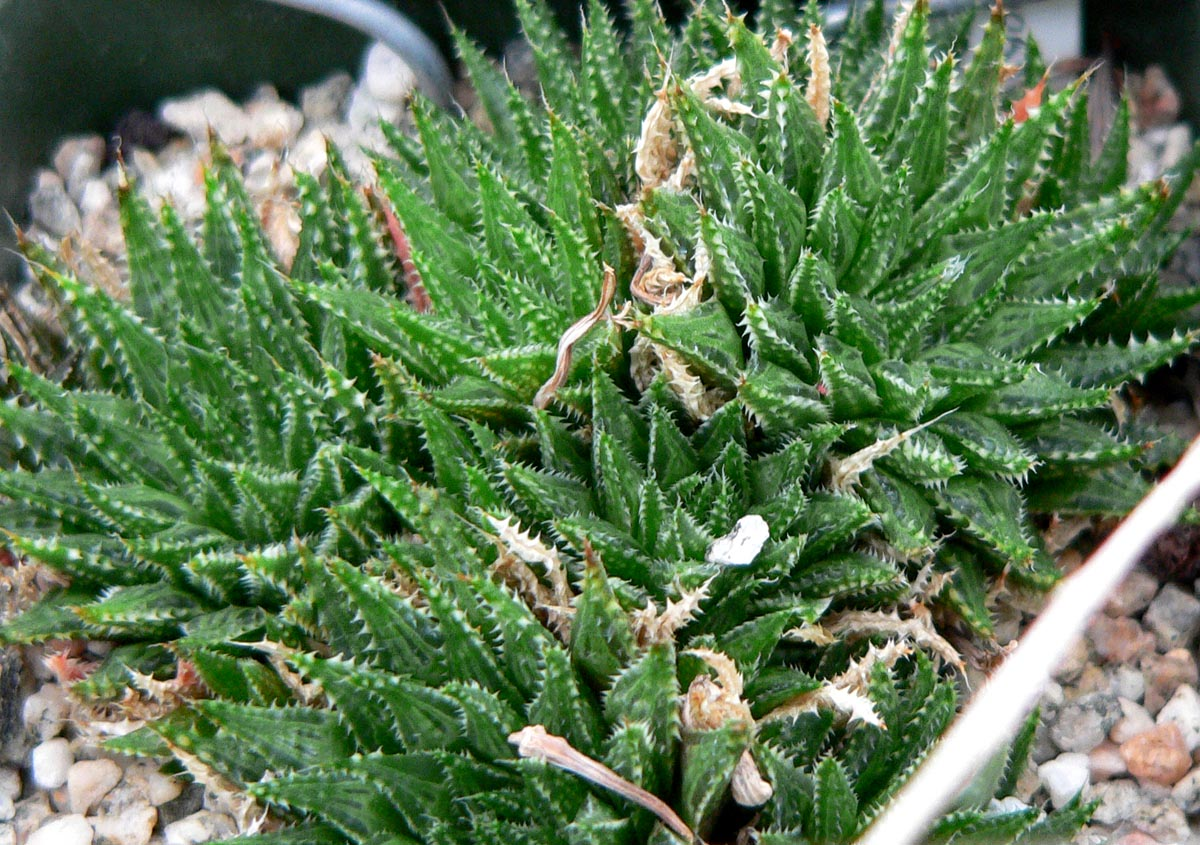